# Chloe (actriță porno)
 Chloe de fapt Chloe Hoffman (n. 14 noiembrie 1971, Thousand Oaks, California) este o regizoare, producătoare de filme și actriță porno americană. Ea a purtat diferite pseudonime ca "Chloe Nichole". Printre primele filme ale ei este "Slave Girl of Zor" urmate de ca. 170 de filme. Din anul 1999 este regizoare, iar din 2000 a devenit producătoare de filme pornografice.

## Filmografie
- Room Servicing
- 1990 Looking
- 1991 Waiting
- Satyr
- 1996 Time Demon
- 2000 Scandal: Body of Love
- 2001 Pleasures of Sin
- 2002 Broad Strokes